# 塞尔维亚一战停战纪念日
塞尔维亚一战停战纪念日是东南欧国家塞尔维亚为了庆祝德意志帝国于1918年11月11日在贡比涅的铁路车厢中向协约国军队投降而设立的一个法定节假日。该节假日是非工作日。

## 时间和标志
自2012年以来，塞尔维亚共和国一直在庆祝这个法定节假日。而早在2005年，塞尔维亚所有中小学生的第一堂课就是被告知这个节日和它的来源。
这个节假日的标志是一种名叫Natalija ramonda（塞尔维亚文）的花朵，这种花在塞尔维亚境内濒临灭绝。